# Priapella olmecae
Priapella olmecae è un piccolo pesce d'acqua dolce, appartenente alla famiglia Poeciliidae.

## Distribuzione e habitat
Questa specie è diffusa in Messico, nelle acque dolci e salmastre della regione di Papaloapan. Abita acque lente con temperature comprese tra i 21 e i 27 °C.

## Descrizione
P. olmecae presenta un corpo allungato, compresso ai fianchi, a profilo vagamente romboidale. Il dorso è incurvato, così come il ventre, piuttosto pronunciato. La pinna dorsale è allungata e arrotondata, la coda è ampia e a delta. Il maschio è provvisto di un lungo gonopodio. 
 La livrea è tendenzialmente grigio fumo trasparente, con scaglie orlate di scuro, sfumature gialle e riflessi azzurrini. Le pinne sono orlate di giallo vivo con i raggi scuri. 

Le dimensioni si attestano sui 5 cm.

## Etologia
Tende a vivere in gruppo, spesso associata ad altri Peciliidi come Xiphophorus hellerii e Poecilia mexicana.

## Riproduzione
Come tutti i Peciliidi, la fecondazione è interna e la femmina cova le uova internamente, partorendo avannotti durante la schiusa.

## Alimentazione
Priapella olmecae ha dieta tendenzialmente insettivora.

## Acquariofilia
Non facilmente reperibile in commercio, è allevata prevalentemente dagli appassionati.